# Argumento do ato puro
Argumento do ato puro  é uma tentativa de provar a existência de Deus com o uso da lógica. Seu proponente foi Aristóteles e consiste no seguinte. Suponha-se que uma semente é um carvalho em estado de potência e que o carvalho é a mesma semente em estado de ato. O desenvolvimento da potência em ato é chamado de atualização. Entretanto, um carvalho não se atualiza sozinho, ele necessita de um carvalho anterior a ele, que gera a semente a se desenvolver no processo de atualização.
Dessa forma, cada ser em potência necessita de um ser em ato anterior a ele para se atualizar. Cada carvalho necessita de um carvalho mais antigo de modo a se recuar numa série de seres em potência e ato, cada ser em ato gerando um novo ser em potência, que se atualiza e gera outro ser em potência. Essa regressão não pode ser infinita porque uma série de causas que se estende infinitamente nunca vai produzir um efeito, é impossível atravessar um tempo infinito entre a causa e o efeito.
Então, para que o Universo faça sentido, deve haver um ser em estado de puro ato, aquele que não possui potência alguma, logo não precisa se atualizar e não depende de um ser preexistente. Esse ser, a quem se pode chamar Deus, sempre existiu porque nunca teve um estado de potência, não possui uma origem e um processo de desenvolvimento. Nessa condição, ele pode dar início a toda a cadeia de atualizações que culmina na semente proposta inicialmente.
O argumento se fundamenta na causalidade e na finitude do tempo, as mesmas premissas do argumento da causa primeira e, de fato, os dois argumentos estão intimamente ligados. A metafísica de Aristóteles foi apropriada por Santo Tomás de Aquino para justificar as crenças cristãs de um criador e de uma criação em certo tempo passado. Não é necessariamente a prova de Deus como este é visto pelos cristãos, nem se pode atribuir ao ato puro qualidades antropomórficas. Além disso, os objetivos de Aristóteles eram diferentes.
É claro que o argumento não se restringe a séries de árvores. A industrialização da madeira sob a forma de papel é também uma passagem de potência para ato. O acender de uma lâmpada é uma passagem de potência para ato. Aristóteles pensou na alma como o ente que atualiza o corpo. Nessa cadeia de seres em potência e ato, ele viu subsídio para pensar Deus como o primeiro motor, aquele que move (atualiza) sem ser movido.